# Kostel svatého Petra a Pavla (Kostelec u Heřmanova Městce)
Původně gotický kostel svatého Petra a Pavla stojí na návrší nad Podolským potokem na okraji obce Kostelec u Heřmanova Městce v okrese Chrudim. Kostel svatého Petra a Pavla je spolu s márnicí, přilehlým hřbitovem s ohradní zdí a novogotickou vstupní branou na hřbitov chráněn jako kulturní památka.

## Historie
Kostel svatého Petra a Pavla je prvně připomínán k roku 1350 jako farní kostel. Vzhledem k tomu, že současný kostel je postaven na místě někdejšího raně středověkého hradu, bylo předpokládáno jeho dřívější založení již v druhé polovině 12. století,  což bylo následně doloženo archeologickými vykopávkami v roce 1898, kdy byly objeveny románské architektonické články (románská patka a dvě hlavice sloupů interpretované jako pozůstatek panské tribuny a kamenná románská křtitelnice. Tyto nálezy jsou uloženy v okresním muzeu v Chrudimi.
Současný kostel svatého Petra a Pavla je původem gotická stavba ze 14. století. V roce 1898 byla provedena chrudimským stavitelem Františkem Schmoranzem starším regotizace věže, předsíně a kůru. Následně byl kostel opraven v roce 1928, kdy byl interiér kostela upraven podle návrhu architekta Majora. 
Nyní kostel svatého Petra a Pavla v Kostelci u Heřmanova Městce slouží jako filiální kostel ve farnosti při děkanství Heřmanův Městec. Pravidelné bohoslužby se v něm však nekonají.

## Popis

### Exteriér
Kostel svatého Petra a Pavla v Kostelci u Heřmanova Městce je omítnut hladkou vápennou omítkou v okrové barvě, fasády jsou členěny jednou odstupněnými opěrnými pilíři s taškovou stříškou. Čela opěrných pilířů tvoří neomítnuté pískovcové kvádry.
Kostel je dvoulodní asymetrická stavba s věží při západním průčelí. Obdélná hlavní loď navazuje na stejně široký pětiboký presbytář s přistavěnou sakristií na severu. Užší boční loď na jižní straně je zakončena trojbokým presbytářem. Kostelní lodi i presbytáře osvětlují hrotitá okna.
Stanová střecha kostelních lodi i jehlancovitá střecha věže je kryta eternitovými šablonami
Součástí areálu kostela je barokní zděná obdélná márnice se šindelovou mansardovou střechou nalézající se severozápadně od kostela při ohradní zdi hřbitova. Stěny márnice člení lizénové rámy a profilovaná korunní římsa. V jižní a severní stěně je po jednom oválném okénku. V okoseních jsou půlkruhové niky s konchami, ve východním průčelí je vstup se silně stlačeným záklenkem a širokou hladkou šambránou.
Vstup do areálu kostela svatého Petra a Pavla tvoří novogotická kulisová brána a vlevo od ní samostatná branka. Otvor brány tvoří hrotitý okosený portál s patníky, v jeho vrcholu je letopočet 1899 a nad ním je ještě do zdi vložen kamenný kříž se soklem. 

### Interiér
Presbytář je zaklenut jedním polem a kápěmi závěru křížové klenby a zachovaly se v něm nástěnné malby z druhé poloviny 14. století a ze 16. století. Do sakristie, rovněž křížově zaklenuté, vede hrotitý portál. Dvoulodí dělené dvěma hrotitými oblouky je zaklenuto třemi poli křížové klenby. Z vnitřního zařízení vyniká boční oltář svatého Šimona s obrazem světce v bohatě řezaném rámu z doby kolem roku 1700.

## Galerie

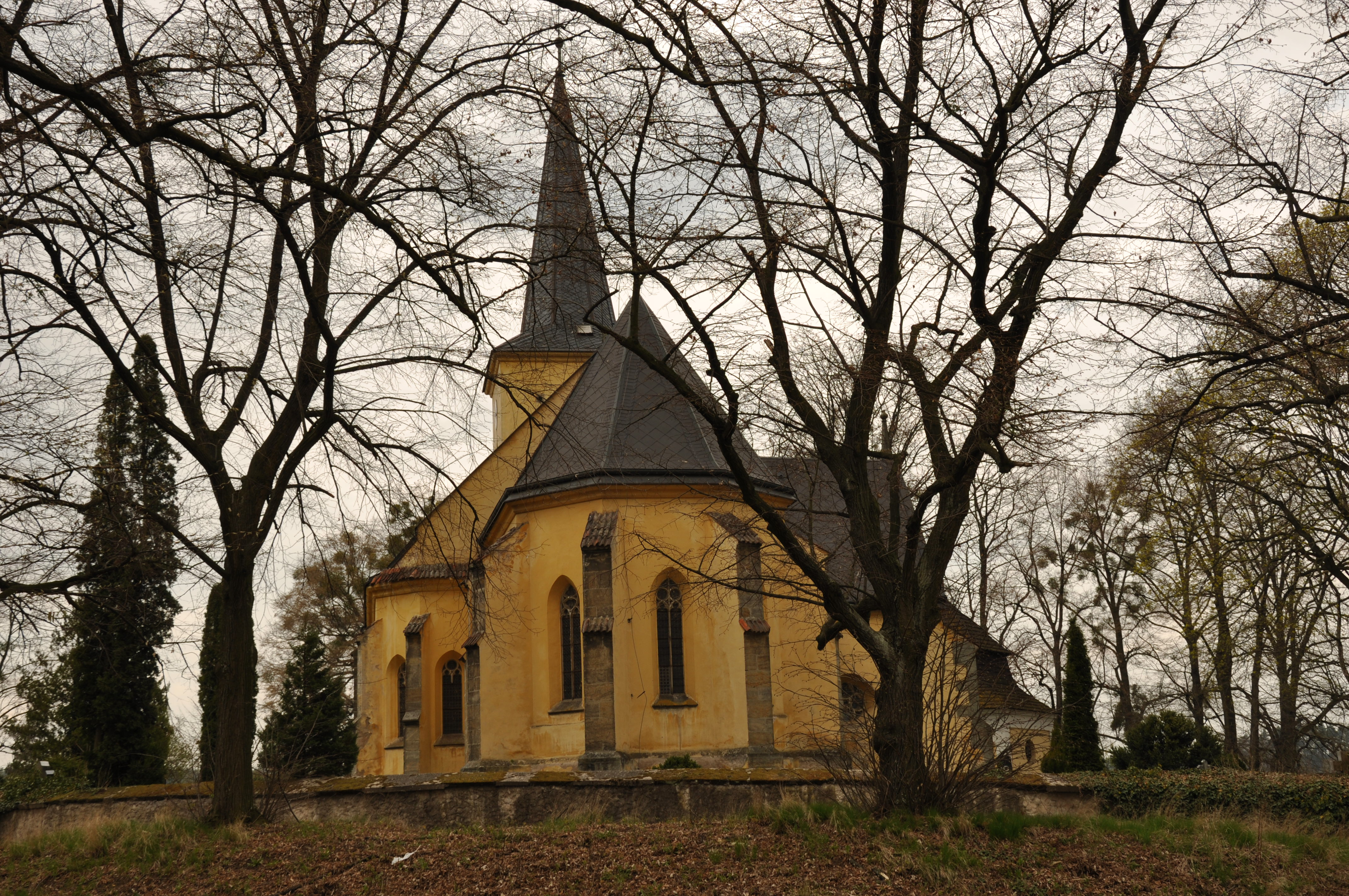
Kostel svatého Petra a Pavla
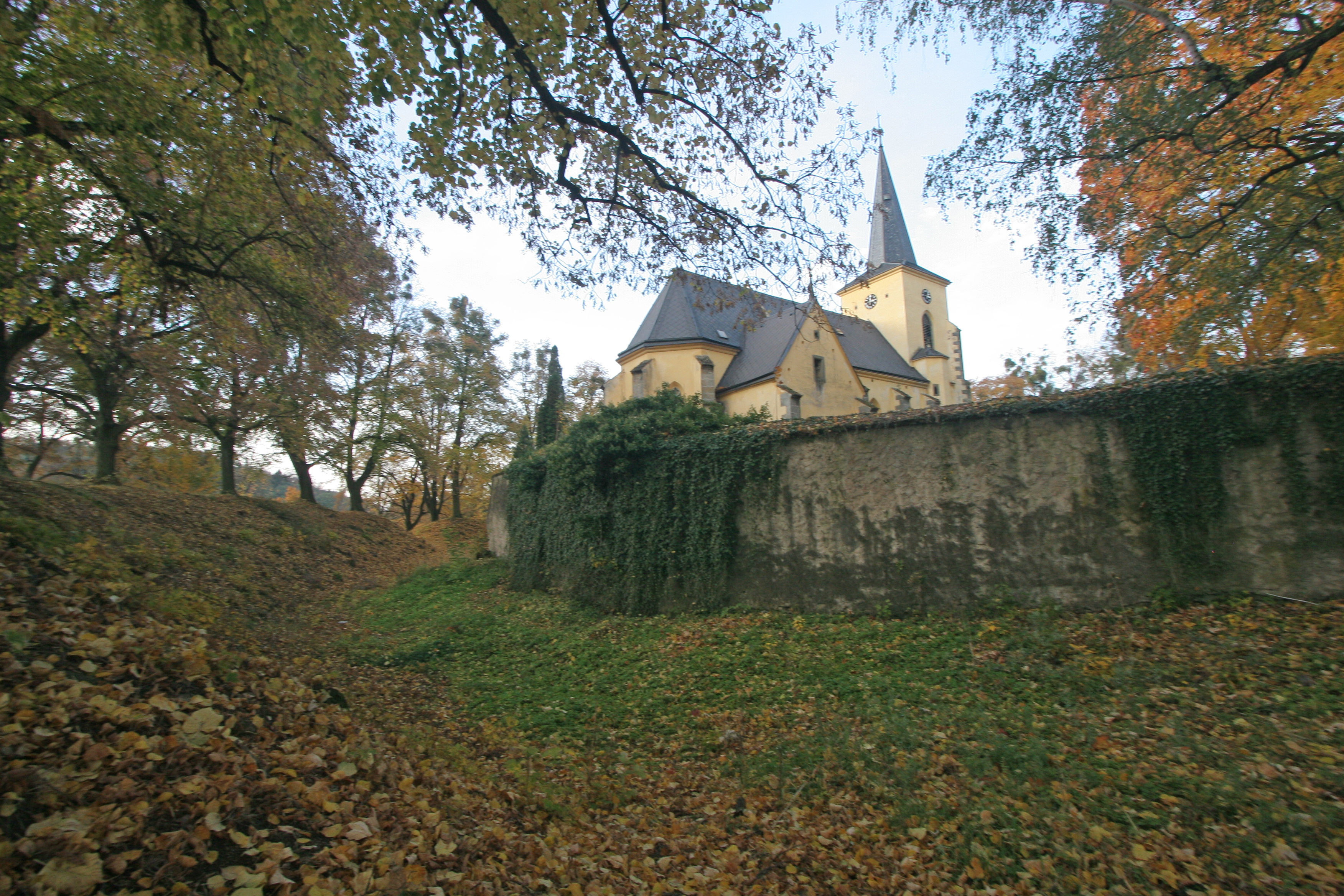
Kostel svatého Petra a Pavla
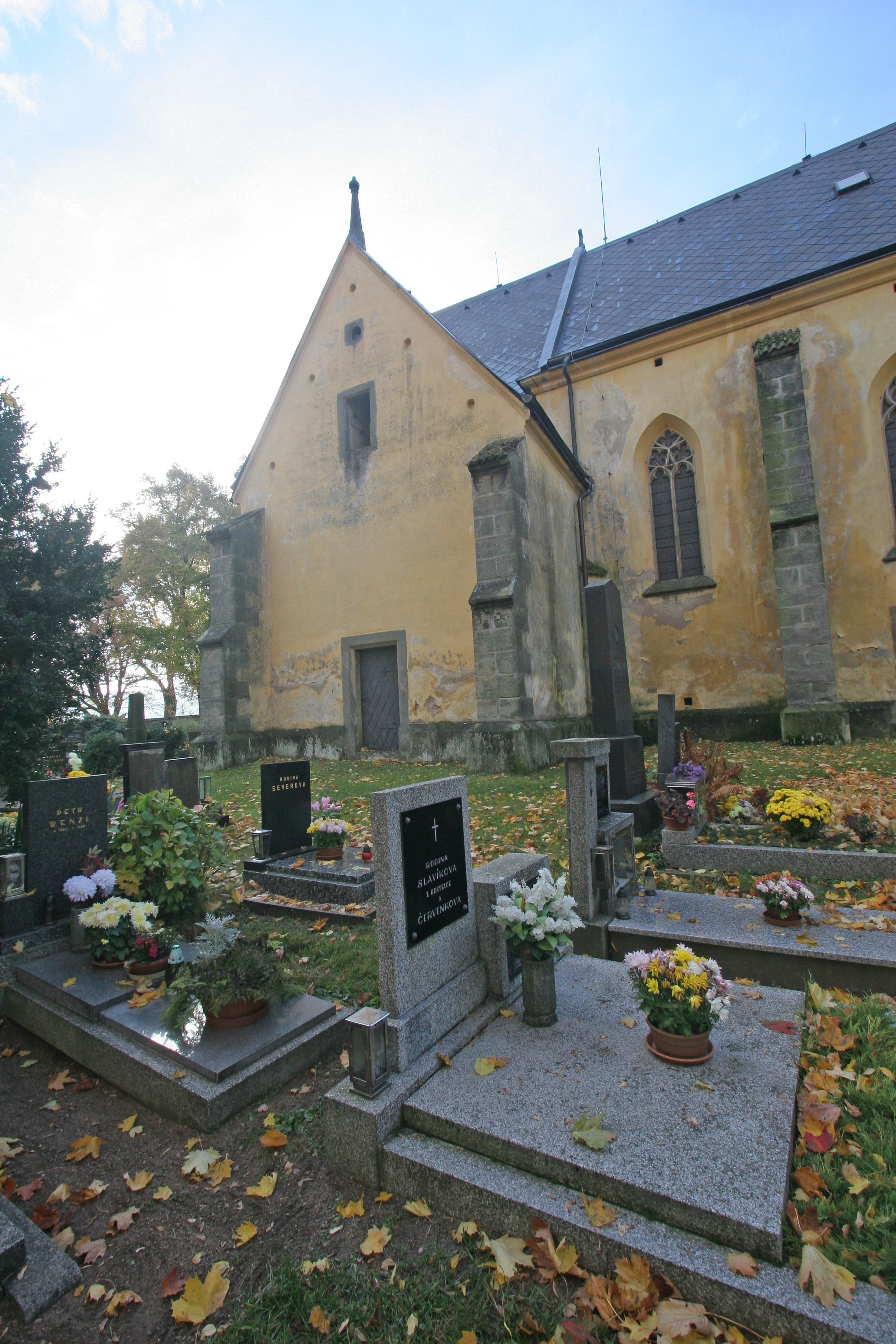
Kostel svatého Petra a Pavla
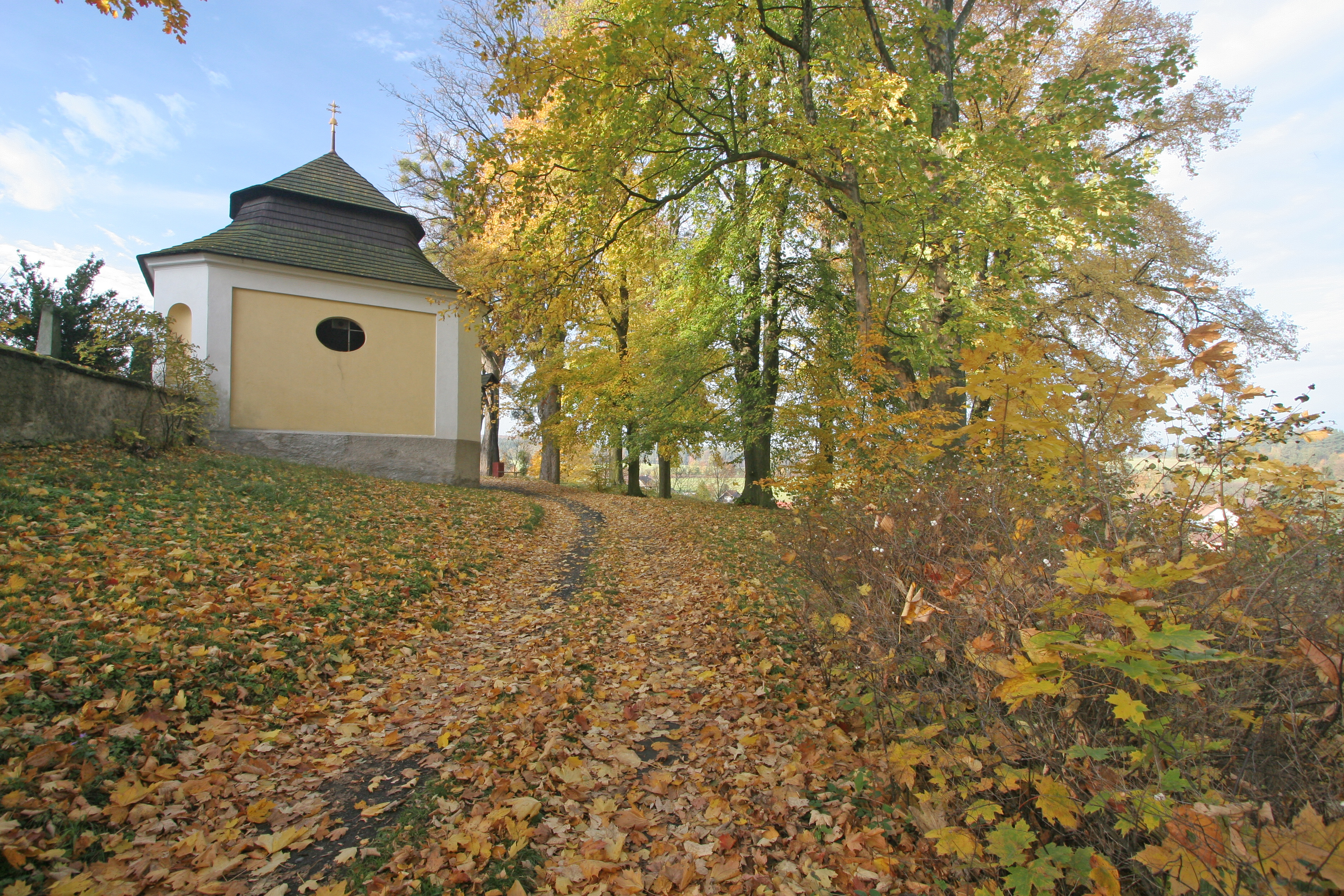
Márnice